# (200386) 2000 QT196
(200386) 2000 QT196 es un asteroide perteneciente al cinturón de asteroides descubierto el 29 de agosto de 2000 por el equipo del Lincoln Near-Earth Asteroid Research desde el Laboratorio Lincoln, Socorro, Nuevo México, Estados Unidos.

## Designación y nombre
Designado provisionalmente como 2000 QT196.

## Características orbitales
2000 QT196 está situado a una distancia media del Sol de 2,421 ua, pudiendo alejarse hasta 3,016 ua y acercarse hasta 1,826 ua. Su excentricidad es 0,245 y la inclinación orbital 2,202 grados. Emplea 1376,41 días en completar una órbita alrededor del Sol.

## Características físicas
La magnitud absoluta de 2000 QT196 es 17,1. 